# Governo Ernesto Geisel
O Governo Ernesto Geisel, também conhecido como Governo Geisel, teve início com a posse do General Ernesto Geisel como presidente da República em 15 de março de 1974 e terminou em 15 de março de 1979 quando assumiu a presidência da República o General João Figueiredo.
Ernesto Geisel foi o 4° presidente da ditadura militar brasileira. Foi durante o seu governo que se deu o início do processo de redemocratização do país. No âmbito econômico, seu governo esteve marcado por uma redução do crescimento. O chamado milagre econômico se encerrou e o Ato Institucional nº 5 - AI-5 foi extinto. Também durante seu governo, a Guanabara foi anexada ao Rio de Janeiro e o estado de Mato Grosso foi dividido também em Mato Grosso do Sul.
O governo Ernesto Geisel foi marcado pelo crescimento de 31,88% do PIB (média de 6,37%) e 19,23% da renda per capita (média de 3,84%), números porém que desaceleraram os conquistados pelo milagre econômico brasileiro e puseram fim a este, em virtude da Crise petrolífera de 1973. Geisel assumiu com a inflação em 15,54% e entregou a 40,81%. 

## O presidente
Ernesto Geisel iniciou sua carreira em 1921 como aluno do Colégio Militar de Porto Alegre e atingiu seus cargos políticos de maior relevo durante o Regime Militar de 1964 como chefe do Gabinete Militar no governo Castelo Branco, ministro do Superior Tribunal Militar no governo Costa e Silva e ocupou a presidência da Petrobrás no governo Médici. Apontado pelo presidente como candidato à sua sucessão em 18 de junho de 1973, deixou a estatal petrolífera um mês depois e foi referendado candidato a presidente da República na convenção nacional da ARENA em 14 de setembro tendo o General Adalberto Pereira dos Santos como companheiro de chapa. Em 15 de janeiro de 1974 os candidatos arenistas venceram a chapa do MDB formada por Ulysses Guimarães e Barbosa Lima Sobrinho por um placar de 400 votos a 76 na primeira eleição realizada por um Colégio Eleitoral. O novo presidente foi empossado em sessão solene do Congresso Nacional presidida pelo senador Paulo Torres (ARENA-RJ).
Ernesto Geisel pertencia à linha moderada das forças armadas, pois concebia o regime militar como transitório para assegurar o liberalismo no país. 

## Ministros e auxiliares

### Presidente da República
- Ernesto Geisel, militar (1907-1996)
  - Idade ao assumir: 66 anos
  - Tipo de eleição: indireta
  - Votos recebidos: 400 (Colégio Eleitoral)

### Vice-presidente da República
- Adalberto Pereira dos Santos, militar (1905-1984)
  - Idade ao assumir: 69 anos
  - Tipo de eleição: indireta
  - Votos recebidos: 400 (Colégio Eleitoral)

### Ministros de Estado
| Pasta ministerial                              | Incumbente                         | Período                                                  |
| ---------------------------------------------- | ---------------------------------- | -------------------------------------------------------- |
| Ministério da Justiça                          | Armando Falcão                     | 15 de março de 1974 a 15 de março de 1979                |
| Ministério da Marinha                          | Geraldo Azevedo Henning            | 15 de março de 1974 a 15 de março de 1979                |
| Ministério do Exército                         | Vicente de Paulo Dale Coutinho     | 15 de março de 1974 a 27 de maio de 1974                 |
| Ministério do Exército                         | Sílvio Frota                       | 28 de maio de 1974 a 12 de outubro de 1977               |
| Ministério do Exército                         | Fernando Belfort Bethlem           | 12 de outubro de 1977 a 15 de março de 1979              |
| Ministério das Relações Exteriores             | Azeredo da Silveira                | 15 de março de 1974 a 15 de março de 1979                |
| Ministério da Fazenda                          | Mário Henrique Simonsen            | 15 de março de 1974 a 15 de março de 1979                |
| Ministério dos Transportes                     | Dirceu Araújo Nogueira             | 15 de março de 1974 a 15 de março de 1979                |
| Ministério da Agricultura                      | Alysson Paulinelli                 | 15 de março de 1974 a 15 de março de 1979                |
| Ministério da Educação e Cultura               | Ney Braga                          | 15 de março de 1974 a 15 de março de 1979                |
| Ministério do Trabalho e Previdência Social    | Arnaldo da Costa Prieto            | 15 de março de 1974 a 2 de maio de 1974                  |
| Ministério do Trabalho                         | Arnaldo da Costa Prieto            | 2 de maio de 1974 a 15 de março de 1979                  |
| Ministério da Aeronáutica                      | Joelmir Campos de Araripe Macedo   | 15 de março de 1974 a 15 de março de 1979                |
| Ministério da Saúde                            | Paulo de Almeida Machado           | 15 de março de 1974 a 15 de março de 1979                |
| Ministério da Indústria e do Comércio          | Severo Gomes                       | 15 de março de 1974 a 8 de fevereiro de 1977             |
| Ministério da Indústria e do Comércio          | Ângelo Calmon de Sá                | 9 de fevereiro de 1977 a 15 de março de 1979             |
| Ministério das Minas e Energia                 | Shigeaki Ueki                      | 15 de março de 1974 a 15 de março de 1979                |
| Ministério do Planejamento e Coordenação Geral | João Paulo dos Reis Veloso         | 15 de março de 1974 a 2 de maio de 1974                  |
| Ministério do Interior                         | Maurício Rangel Reis               | 15 de março de 1974 a 15 de março de 1979                |
| Ministério das Comunicações                    | Euclides Quandt de Oliveira        | 15 de março de 1974 a 15 de março de 1979                |
| Ministério da Previdência e Assistência Social | Arnaldo da Costa Prieto            | 2 de maio de 1974 a 4 de julho de 1974 (cumulativamente) |
| Ministério da Previdência e Assistência Social | Luís Gonzaga do Nascimento e Silva | 4 de julho de 1974 a 15 de março de 1979                 |

### Órgãos de assessoramento
| Pasta                           | Incumbente                                                          | Período                                        |
| ------------------------------- | ------------------------------------------------------------------- | ---------------------------------------------- |
| Gabinete Militar                | Hugo de Andrade Abreu, general-de-brigada (1916-1979)               | 15 de março de 1974 a 6 de janeiro de 1978     |
| Gabinete Militar                | Gustavo Morais Rego Reis, general-de-brigada (1920-...)             | 6 de janeiro de 1978 a 15 de março de 1979     |
| Gabinete Civil                  | Golbery do Couto e Silva, general-de-divisão (1911-1987)            | 15 de março de 1974 a 15 de março de 1979      |
| Serviço Nacional de Informações | João Batista de Oliveira Figueiredo, general-de-brigada (1918-1999) | 15 de março de 1974 a 14 de junho de 1978      |
| Estado-Maior das Forças Armadas | Humberto de Sousa Melo, general-de-exército (1908-1974)             | 15 de março de 1974 a 27 de setembro de 1974   |
| Estado-Maior das Forças Armadas | Antônio Jorge Correia, general-de-exército (1912-...)               | 4 de outubro de 1974 a 3 de agosto de 1976     |
| Estado-Maior das Forças Armadas | Moacir Barcelos Potiguara, general-de-exército (1911-...)           | 5 de agosto de 1976 a 27 de outubro de 1977    |
| Estado-Maior das Forças Armadas | Tácito Teófilo Gaspar de Oliveira, general-de-exército (1914-...)   | 27 de outubro de 1977 a 19 de dezembro de 1978 |
| Estado-Maior das Forças Armadas | José Maria de Andrada Serpa, general-de-exército (1915-1979)        | 20 de dezembro de 1978 a 15 de março de 1979   |

## Abertura política
Penúltimo presidente da República do Regime Militar de 1964, Ernesto Geisel assumiu sob a promessa de uma abertura política "lenta, gradual e segura" de modo a atender as reivindicações da Sociedade Civil Organizada sem, contudo, interromper a continuidade do regime. Em seu governo diminuíram as denúncias a respeito da morte, tortura e desaparecimento de presos políticos e também houve enfrentamento com a Linha Dura, grupo contrário às diretrizes do governo. O Ato Institucional Número Cinco foi utilizado para decretar intervenção federal em Rio Branco em 1975 mediante a recusa dos vereadores do MDB em ratificar o indicado a prefeito e também para cassar o mandato de alguns parlamentares. O AI-5, no entanto, foi progressivamente substituído por "salvaguardas constitucionais".

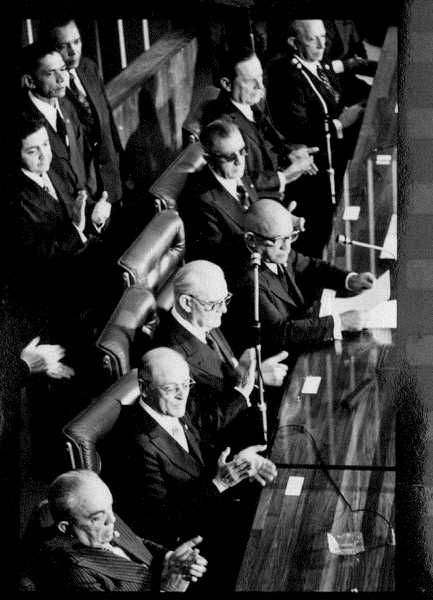
Posse do presidente Ernesto Geisel e de seu vice Adalberto Pereira, em sessão conjunta do Congresso Nacional.

Na campanha visando as eleições de 1974 os candidatos do MDB fizeram bom uso dos meios de comunicação e impuseram uma derrota avassaladora ao governo ao ficarem com dezesseis das vinte e duas vagas em disputa para o Senado Federal além de ver aumentada a sua bancada na Câmara dos Deputados e nas Assembleias Legislativas. Temendo que tal quadro se repetisse em 1978 o governo sancionou a Lei Falcão que permitia apenas a leitura do currículo dos candidatos quando do horário eleitoral no rádio e na televisão.
Outra medida tomada para impedir um novo revés à ARENA aconteceu na outorga do Pacote de Abril em 8 de abril de 1977 cujo receituário incluía o aumento do mandato presidencial de cinco para seis anos, a criação do senador biônico, a manutenção das eleições indiretas para governador e o aumento da bancada de deputados federais nos estados onde o governo era maioria. Tais medidas geraram críticas da oposição mas garantiram a eleição do general João Figueiredo como sucessor de Ernesto Geisel em 15 de outubro de 1978. Em 31 de dezembro o Ato Institucional Número Cinco foi revogado.
Em meio aos acontecimentos políticos o Planalto teve que debelar a ação da linha dura após as mortes do jornalista Vladmir Herzog e do operário Manuel Fiel Filho nas dependências do DOI-CODI também conhecido como DOPS - paulista entre outubro de 1975 e janeiro de 1976, episódios que culminaram com a troca do general Sylvio Frota pelo general Fernando Belfort Bethlem no Ministério do Exército, devido a crítica ao chamado Alto-comando das Forças Armadas e ao Comando - Geral do Sistema Nacional de Informações (SNI), por deixar que comunistas, infiltrados pudessem "queimar arquivos", nas dependências desses órgãos regionais (nas palavras do general João Figueiredo, que era o comandante, para Figueiredo, foi um vacilo da Segurança sob todos os aspectos, tanto em termos - médicos, como de segurança mesmo, permitir que comunistas ou nazistas queimassem arquivos Policiais, de alto valor para a Informação". Medida que simbolizou uma vitória contra os setores "ditos - radicais" das Forças Armadas. Outro assunto de mesma situação e quilate, criticada também por Figueiredo, e igualmente inquietante e grave, com a referência ao terrorismo, de grande preocupação de Figueiredo, foi a ocorrência de atentados a bomba, inclusive contra a Associação Brasileira de Imprensa, Ordem dos Advogados do Brasil, o Centro Brasileiro de Análise e Planejamento e a residência do jornalista Roberto Marinho.
Durante o Governo Geisel houve a fusão entre os estados do Rio de Janeiro e da Guanabara e a criação do estado de Mato Grosso do Sul. Ao longo de seu mandato faleceram os ex-presidentes Eurico Gaspar Dutra, Ranieri Mazzilli, Juscelino Kubitschek e João Goulart.

## Sociedade
Foi sancionada a Lei do Divórcio em 26 de dezembro de 1977 sob o número 6 515, a partir da adoção do quórum de maioria simples para a aprovação de emendas constitucionais. A adoção do divórcio foi uma causa defendida por Nelson Carneiro durante anos.

## Panorama econômico
A administração Geisel coincidiu com o fim do chamado Milagre econômico brasileiro e o encerramento desse ciclo coincidiu com a Crise do Petróleo e o aumento tanto da inflação quanto da dívida externa. Para enfrentar as adversidades o governo determinou a elaboração do II Plano Nacional de Desenvolvimento e instituiu o Programa Nacional do Álcool de modo a diversificar nossa matriz energética. Nesse último caso foi iniciada a construção da Usina Hidrelétrica de Itaipu em parceria com o Paraguai e a assinatura de um acordo de cooperação na qual a Bolívia ofertaria gás ao Brasil em 1974 e no ano seguinte foi firmado um acordo nuclear com a então Alemanha Ocidental.
Mediante o aumento do custo de vida e da inflação os trabalhadores passaram a se organizar e protestar com mais ênfase e nisso o movimento sindical na Região do Grande ABC ganhou destaque e projetou nacionalmente a figura de Luiz Inácio Lula da Silva. A repercussão do movimento levou o governo a proibir greves em setores essenciais.

## Relações exteriores
O Brasil estabeleceu relações diplomáticas com a China e com países da Europa Oriental como Bulgária, Hungria e Romênia sendo o primeiro país a reconhecer a independência de Angola. Por outro lado as relações com os Estados Unidos foram reduzidas a um nível mínimo durante a administração Jimmy Carter, 39º presidente dos EUA, mediante denúncias de violação dos direitos humanos.
Geisel estreitou laços diplomáticos com a China, e com a Alemanha Ocidental realizou um acordo nuclear.